# Olympische Sommerspiele 1912/Schwimmen – 400 m Freistil (Männer)
Der Schwimmwettkampf über 400 Meter Freistil der Männer bei den Olympischen Spielen 1912 in Stockholm wurde vom 11. bis 14. Juli ausgetragen.

## Rekorde
Vor Beginn der Olympischen Spiele waren folgende Rekorde gültig.
| Weltrekord         | 5:28,4 min | Béla von Las-Torres | Budapest (Ungarn)       | 5. Juni 1912  |
| Olympischer Rekord | 5:36,8 min | Henry Taylor        | London (Großbritannien) | 16. Juli 1908 |

Folgende neue Rekorde wurden aufgestellt:
| Weltrekord         | 5:25,4 min | George Hodgson  | Halbfinale 1 |
| Weltrekord         | 5:24,4 min | George Hodgson  | Finale       |
| Olympischer Rekord | 5:34,0 min | Cecil Healy     | Vorlauf 5    |
| Olympischer Rekord | 5:36,0 min | Harold Hardwick | Vorlauf 1    |

## Ergebnisse

### Vorläufe
Die zwei schnellsten Athleten eines jeden Vorlaufs sowie der schnellste Dritte qualifizierten sich für das Halbfinale.
Lauf 1
| Rang | Athlet            | Nation             | Zeit       | Anm.  |
| ---- | ----------------- | ------------------ | ---------- | ----- |
| 1    | Harold Hardwick   | Australasien       | 5:36,0 min | Q, OR |
| 2    | Malcolm Champion  | Australasien       | 5:37,0 min | Q     |
| 3    | James Reilly      | Vereinigte Staaten | 6:10,2 min |       |
| 4    | Nils-Erik Haglund | Schweden           | 6:23,4 min |       |
| 5    | Davide Baiardo    | Italien            | unbekannt  |       |
| —    | Mario Massa       | Italien            | DNF        |       |

Lauf 2
| Rang | Athlet           | Nation           | Zeit       | Anm. |
| ---- | ---------------- | ---------------- | ---------- | ---- |
| 1    | Sydney Battersby | Großbritannien   | 6:03,6 min | Q    |
| 2    | John Johnsen     | Norwegen         | 6:14,4 min | Q    |
| 3    | Eskil Wedholm    | Schweden         | 6:29,8 min |      |
| —    | Pawel Awksentjew | Russisches Reich | DNF        |      |

Lauf 3
| Rang | Athlet              | Nation             | Zeit       | Anm. |
| ---- | ------------------- | ------------------ | ---------- | ---- |
| 1    | Max Ritter          | Deutsches Reich    | 5:44,6 min | Q    |
| 2    | Alajos Kenyéry      | Ungarn             | 5:46,0 min | Q    |
| 3    | Nicholas Nerich     | Vereinigte Staaten | 5:50,4 min | q    |
| —    | Theodore Tartakover | Australasien       | DNF        |      |
| —    | David Theander      | Schweden           | DNF        |      |

Lauf 4
| Rang | Athlet              | Nation           | Zeit       | Anm. |
| ---- | ------------------- | ---------------- | ---------- | ---- |
| 1    | Béla von Las-Torres | Ungarn           | 5:36,2 min | Q    |
| 2    | Henry Taylor        | Großbritannien   | 5:48,4 min | Q    |
| —    | Nikolai Woronkow    | Russisches Reich | DNF        |      |

Lauf 5
| Rang | Athlet        | Nation         | Zeit       | Anm.  |
| ---- | ------------- | -------------- | ---------- | ----- |
| 1    | Cecil Healy   | Australasien   | 5:34,0 min | Q, OR |
| 2    | John Hatfield | Großbritannien | 5:35,6 min | Q     |
| 3    | Franz Schuh   | Österreich     | 6:09,4 min |       |

Lauf 6
| Rang | Athlet          | Nation                | Zeit       | Anm. |
| ---- | --------------- | --------------------- | ---------- | ---- |
| 1    | George Hodgson  | Kanada                | 5:50,6 min | Q    |
| 2    | William Foster  | Großbritannien        | 5:52,4 min | Q    |
| 3    | Oskar Schiele   | Deutsches Reich       | 5:57,0 min |      |
| 4    | George Godfrey  | Südafrikanische Union | 6:30,6 min |      |
| 5    | Harry Hedegaard | Dänemark              | 7:07,8 min |      |

### Halbfinale
Halbfinale 1
| Rang | Athlet           | Nation             | Zeit       | Anm.  |
| ---- | ---------------- | ------------------ | ---------- | ----- |
| 1    | George Hodgson   | Kanada             | 5:25,4 min | Q, WR |
| 2    | John Hatfield    | Großbritannien     | 5:25,6 min | Q     |
| 3    | William Foster   | Großbritannien     | 5:49,0 min |       |
| 4    | Nicholas Nerich  | Vereinigte Staaten | 5:51,0 min |       |
| 5    | Sydney Battersby | Großbritannien     | 5:51,2 min |       |
| 6    | John Johnsen     | Norwegen           | unbekannt  |       |
|      | Max Ritter       | Deutsches Reich    | DNS        |       |

Halbfinale 2
| Rang | Athlet              | Nation         | Zeit       | Anm. |
| ---- | ------------------- | -------------- | ---------- | ---- |
| 1    | Harold Hardwick     | Australasien   | 5:31,0 min | Q    |
| 2    | Béla von Las-Torres | Ungarn         | 5:34,8 min | Q    |
| 3    | Cecil Healy         | Australasien   | 5:37,8 min | q    |
| 4    | Malcolm Champion    | Australasien   | 5:38,0 min |      |
| 5    | Henry Taylor        | Großbritannien | 5:48,2 min |      |
|      | Alajos Kenyéry      | Ungarn         | DNS        |      |

### Finale
| Rang | Athlet              | Nation         | Zeit       | Anm. |
| ---- | ------------------- | -------------- | ---------- | ---- |
| 1    | George Hodgson      | Kanada         | 5:24,4 min | WR   |
| 2    | John Hatfield       | Großbritannien | 5:25,8 min |      |
| 3    | Harold Hardwick     | Australasien   | 5:31,2 min |      |
| 4    | Cecil Healy         | Australasien   | 5:37,8 min |      |
| 5    | Béla von Las-Torres | Ungarn         | 5:42,0 min |      |